# تلفزيون الواقع

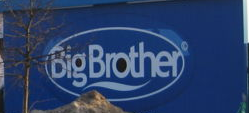
شعار Big Brother

تلفزيون الواقع هو نوع من برامج التلفزيون، يُعرض فيه ما يبدو أنه مَشاهد بدون نص مكتوب أو مَشهديّة (سيناريو)، من حياة أشخاص ما. ويمكن تحديد البيئة والظروف التي يوجدون فيها والتحكم بها إدارياً؛ وذلك لإنتاج مادة ترفيهية أكثر مما هي توثيقية. يندرج تحت هذا النوع عدة فئات، منها المسابقات والحياة الشخصية والكاميرا الخفيّة.

## تاريخ
لعل أول برنامج من نوع تلفزيون الواقع هو البرنامج الأمريكي Queen for a Day (ملكة ليوم واحد) الذي بدأ عام 1945. كان المذيع Jack Bailey (جاك بايلي) يستضيف بعض النسوة من الجمهور الحاضر، ويسأل كل واحدة عن حياتها الخاصة وما تعانيه من ظروف ومشاكل، وكان على الجمهور التصويت لحظياً تجاه ما يبدر منها من أقوال وانفعالات. ومن تنال أقوى تصويت يُعلن فوزها فتغمرها الفرحة وسط احتفاء الجمهور، وتتوج ملكة بتاج وباقة ورد وتقعد في مقعد فاخر بينما تتلى عليها جوائز قيّمة ربحتها.
أتى بعده برنامج Candid Camera أول برامج فئة الكاميرا الخفيّة الذي بُث لأول مرة عام 1948 على قناة سي بي إس (سي بي أس)، من ابتكار وإنتاج Allen Funt (ألن فونت).
وكان من أبرز برامج هذا النوع في العالم برنامج An American Family (عائلة أمريكية). بدأ عام 1973 وعٌرض منه 12 جزءاً، وتناول مواضيع كالطلاق والشذوذ الجنسي، مواضيع محرمة في المجتمع آنذاك. وكان يجمع المجالين التوثيقي والترفيهي.
ومن أشهرها وأوسعها انتشاراً America's Funniest Home Videos (أطرف الفيديوهات المنزلية الأمريكية) الذي بدأ عام 1989 بناءً على فكرة من برنامج ياباني.
وفي نفس العام، أتى برنامج أفراد الشرطة Cops (الشرطيون) عبر قناة فوكس ليحدث نقلة في هذا المجال، حيث كان يُظهر عمل أفراد الشرطة باستخدامهم كاميرات محمولة تسجل مطارداتهم للمشتبه بهم.
ويعتبر أول برنامج على الشاكلة الموجودة حالياً، المتمثلة بتصوير أشخاص غُرب عن بعضهم في بيئة واحدة لمدة طويلة، هو البرنامج الهولندي Nummer 28 (رقم 28)، من ابتكار Erik Latour (أريك لاتور). بدأ عام 1991 عبر قناة Today TV؛ فكان رائداً في المجال، اقتدى به غيره من بعده. وقد استعمل نفس الأسلوب في العام التالي، برنامج The Real World (العالم الواقعي) على قناة MTV؛ حيث أكد لاتور أنه مأخوذ عن برنامجه، بينما أنكرت MTV ذلك قائلة أن «عائلة أمريكية» هو مصدر إلهامها المباشر.
ومع مطلع الألفية الثالثة برزت مسابقات موسمية تتطلب الحركة وأداء مهام بدنية؛ منها The Amazing Race (السباق المدهش)، Survivor (الناجي)، Fear Factor (عامل الخوف).
قد يكون العامل الأساسي في تمكين ظهور وانتشار هذه البرامج هو توفر أدوات تحرير الفيديو اللا-خطية عبر الحاسوب، التي جعلت من السهل تحرير ساعات من مواد الفيديو لتصبح قابلة للاستهلاك في هذا المجال.

## برامج عربية
العديد من برامج تلفزيون الواقع عُرض على القنوات العربية. وقد حققت نجاحاً كبيراً. منها:
- ستار أكاديمي النسخة العربية من البرنامج الهولندي ستار أكاديمي. كان يُعرض بنجاح منذ 2003 حتى 2016، موسمياً لمدة 15 أسبوعاً كل عام.
- عالهوا سوا يعتبر أول برنامج عربي من هذا النوع. عُرض مرة واحدة عام 2004 على قناة خاصة به ضمن شبكة راديو وتلفزيون العرب. كانت فكرته البث المباشر المتواصل لحياة مجموعة فتيات يرغبن الزواج، يُقمن لأسابيع في بيت واحد، يتخللها زيارات من بعض المشاهير، ويتواصلن مع شخصية تخاطبهن صوتياً ومع الجمهور عبر إحدى قنوات الموسيقى، وأن يتقدم لهن الشباب بطلبات الزواج، وأن يقام حفل زفاف لمن تربح تصويت المشاهدين، مع جائزة مالية ومنزل مستأجر لمدة عام. وقد تم ذلك. لكن البرنامج شابه مشاكل وخلافات شملت الفتيات والقائمين عليه، أدت إلى انسحاب بعضهن.[9]
- الرئيس بيغ براذر (الأخ الأكبر) النسخة العربية من برنامج سويدي. عُرض عام 2004 على قناة إم ‌بي ‌سي 2؛ لكنه ألغي بعد 11 يوماً من بدئه، بسبب اعتراضات فئة المحافظين، بالرغم من أن إنتاجه كلف ما يقارب 9 ملايين دولار أمريكي.
- الوادي النسخة العربية من البرنامج السويدي المزرعة (The Farm). فكرته أن يعيش المشتركون (من المشاهير) 12 أسبوعاً في مزرعة، بالأساليب البدائية، تاركين وراءهم الوسائل الحديثة. عُرض عام 2005 على قناة خاصة به، وعلى قناة أل بي سي.
- قسمة ونصيب سلط الضوء على شباب وفتيات راغبين في الزواج ويبحثون عن شريك حياتهم. هو النسخة العربية من برنامج قناة أن بي سي الأمريكية Momma's Boys (أولاد ماما). عُرض على مدى موسمين من 2007 عبر قناة نغم التابعة للمؤسسة اللبنانية للإرسال على مدار 24 ساعة، والسهرات الرئيسية عبر أل بي سي.
- شط بحر الهوى بُث على عدة مواسم منذ عام 2011 على قناة إم‌ بي‌ سي 1. يسمى أيضاً Stars On Board (نجوم في رحلة). يعرض يوميات وأحداث مجموعة من المشاهير العرب، وهم في رحلة بحرية وعلى طبيعتهم.
- هي وهو الذي بُث عبر إم‌ بي‌ سي 1 في 2010 وعرض بعض تفاصيل حياة الفنانة السعودية أسيل عمران وزوجها المذيع البحريني خالد الشاعر.
- زد رصيدك عُرض على قناة بداية. بدأ في أواخر عام 2012. وهو موسمي يستمر لمدة 3 أشهر في قرية خاصة قرب العاصمة السعودية الرياض. يضم 20 متسابقاً من الذكور، عليهم الصمود داخل القرية 3 أشهر، ليغيروا من أنفسهم. وهو من برامج الإعلام الإسلامي السعودي، مُنعت النساء حتى عن حضور حفله الختامي.[10]
- حياة خوات بثته قناة أل بي سي الفضائية عام 2014 كأول مسلسل اجتماعي من تلفزيون الواقع يسجل في العالم العربي. يعرض حياة خمس شقيقات بحرينيات ومشاكلهن العائلية ونمط حياة كل منهن. وبثت نفس القناة الموسم الثاني من لبنان تحت اسم اخوات خوات.
- المهمة جرى فيه اختيار مجموعة من الشباب المتخرجين أو المقبلين على التخرج في مختلف المجالات لمساعدتهم في الدخول إلى سوق العمل من خلال تدريبهم عبر ورش عمل يقدمها متخصصون ثم تدريبهم عملياً في مختلف المؤسسات. وكان تحدي المشاركين في كيفية إثبات قدراتهم. بعدها اختيرت مجموعة مميزة منهم ليبدأ التنافس على جائزة البرنامج وهي تأسيس مؤسستهم الخاصة. قامت بتنفيذه مؤسسة ستوديو ماستر في البحرين. انطلق الموسم الأول في 2012، والثاني في 2014.[11][12][13]
- برنامج سهم بدأ بثه على شبكة المجد الفضائية في 2018. وتقوم فكرة البرنامج على 24 متسابق من الذكور يقومون بجمع الأسهم من خلال فقرات البرنامج ومن سلوكياتهم أثناء عيشهم واقعيتهم. وقد نال البرنامج تفاعلاً كبيراً من الجمهور.